# Кареліна Анжеліна Вікторівна
Анжеліна Кареліна (рос. Анжелина Карелина; нар. 29 вересня 1982, Ленінград, РСФРР, СРСР) — російська акторка театру, кіно та телебачення.

## Життєпис
Анжеліна Кареліна народилася 29 вересня 1982 року в Ленінграді. У дитинстві займалася балетом. З 14 років почала займатися боротьбою та карате, а пізніше й тайським боксом. Вона є чемпіонкою Москви з тайського боксу та володаркою коричневого пояса з карате-до.
Закінчила Санкт-Петербурзьку академію театрального мистецтва у 2004 році та одразу ж поїхала в США, де закінчила акторський курс у Нью-Йоркській академії кіно (New York Film Academy), відділення в Лос-Анджелесі.
Анжеліна Кареліна зайнята в антрепризних виставах Санкт-Петербурзького театрального центру на Коломенській і Творчого об'єднання «Арт-Пітер». Вона також є авторкою та виконавицею пісень у стилі реп під псевдонімом Анжеліна (Не Джолі) Кареліна.

## Фільмографія
| Рік  |    | Українська назва      | Оригінальна назва    | Роль                                                         |
| ---- | -- | --------------------- | -------------------- | ------------------------------------------------------------ |
| 2014 | ф  | Кров з молоком        | Кровь с молоком      | Маргарита                                                    |
| 2013 | с  | Двоє з пістолетами    | Двое с пистолетами   | Стелла Зикова                                                |
| 2011 | с  | Кримінальна поліція   | Товарищи полицейские | Олександра Смирнова «Шурік», старша оперуповноважена поліції |
| 2011 | с  | Маяковський. Два дні  | Маяковский. Два дня  | Сонечка Шамардіна                                            |
| 2010 | с  | Десант є десант       | Десант есть десант   | Маша Калініна, дочка полковника                              |
| 2009 | ф  | Шпильки-2             | Шпильки-2            | Таня, стриптизерка                                           |
| 2009 | ф  | Шпильки               | Шпильки              | Таня, стриптизерка                                           |
| 2009 | ф  | Правосуддя вовків     | Правосудие волков    | Лілька                                                       |
| 2008 | с  | Крок за кроком        | Шаг за шагом         | Оксана                                                       |
| 2008 | ф  | Сліди на піску        | Следы на песке       | Мадонна, медсестра                                           |
| 2007 | ф  | Реальний тато         | Реальный папа        | Таня Шило                                                    |
| 2007 | с  | Російський засіб      | Русское средство     | епізодична роль                                              |
| 2006 | с  | Секретні доручення    | Секретные поручения  | епізодична роль                                              |
| 2006 | ф  | Формула зеро          | Формула зеро         | Лола                                                         |
| 2005 | с  | Ріелтор               | Риэлтор              | Калинка-Малинка, повія                                       |
| 2005 | с  | Полювання на асфальті | Охота на асфальте    | Анжела, школярка                                             |
| 2004 | тф | Честь маю!..          | Честь имею!..        | Настя, епізодична роль                                       |
| 2003 | с  | Мангуст               | Мангуст              | Ліка                                                         |
| 2003 | с  | Лінії долі            | Линии судьбы         | епізодична роль                                              |

## Премії, нагороди та відзнаки
- 2007 — приз за найкращу дитячу роль у стрічці «Реальний тато» на кінофестивалі «Кіношок».